# Charles Conrad
Charles „Pete“ Conrad, Jr. (2. června 1930 Filadelfie, Pensylvánie, USA – 8. července 1999 Ojai, Kalifornie) byl americký astronaut, který létal do vesmíru v rámci programů Gemini, Apollo a Skylab, byl třetím člověkem na Měsíci.

## Život

### Mládí a výcvik
Po střední škole pokračoval ve studiích na Princetonské univerzitě, kde v roce 1953 získal titul leteckého inženýra. Téhož roku nastoupil k námořnictvu. Nejdříve prošel kurzem pro zkušební piloty na námořní základně Patuxent River a pak zde zůstal jako instruktor a technik. Následovala služba na námořní základně Miramar v Kalifornii u 96. eskadry stíhačů. V roce 1962 byl přijat do druhé skupiny budoucích astronautů u NASA.
Byl ženatý a měl čtyři děti, tři chlapce a dceru.

### Lety do vesmíru

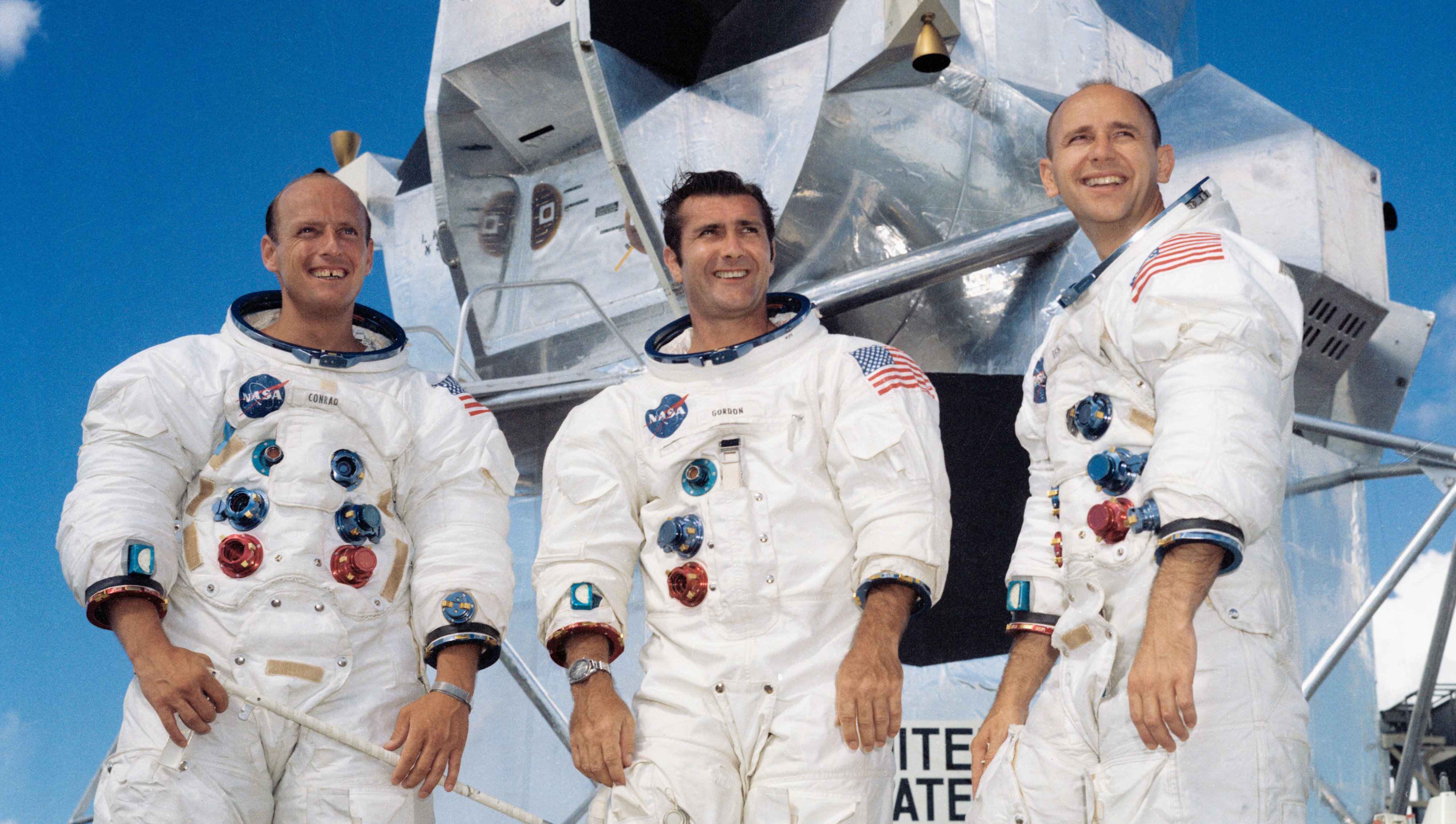
Posádka Apolla 12: Conrad, Gordon a Bean

Do vesmíru letěl čtyřikrát během let 1965–1973 a strávil zde 49 dní.
Poprvé letěl ve funkci druhého pilota s Gemini 5 v létě roku 1965. Odstartoval z kosmodromu na mysu Canaveral s velitelem lodě Leroyem Cooperem. Na orbitě se pokoušeli spojit s raketovým stupněm Agena. Přistáli v kabině na padácích na hladině Atlantiku poblíž Bermud.
Podruhé se do vesmíru dostal na lodi Gemini 11, tady už letěl jako velitel lodě a s ním jako pilot byl astronaut Richard Gordon. Start byl ze stejného kosmodromu, tentokrát se spojení na orbitální dráze s Atlas-Agena povedlo čtyřikrát, přistáli na hladině Atlantského oceánu jako při předchozím letu.
Potřetí letěl již v novém programu Apollo. Odstartoval v listopadu 1969 na lodi Apollo 12 jako velitel lodě, v posádce měl astronauty Beana a Gordona. Cílem mise bylo přistání na Měsíci. Společně s Beanem tam přistáli a také na něj vystoupili, Conrad se zde stal třetím člověkem na Měsíci. V pořádku se vrátili na Apollo a odletěli po 10 dnech na Zemi. Přistáli na hladině Tichého oceánu.
Počtvrté odstartoval z mysu Canaveral na jaře roku 1973 na palubě kosmické lodě Skylab 2, opět jako velitel lodě. Letěl společně s Kerwinem a Weitzem na orbitální stanici Skylab 1, kde pracovali měsíc. Vrátili se na Zemi v oblasti Tichého oceánu 1300 km od San Diega.
- Gemini 5 (21. srpna 1965 – 29. srpna 1965)
- Gemini 11 (12. září 1966 – 15. září 1966)
- Apollo 12 (14. listopadu 1969 – 24. listopadu 1969)
- Skylab 2 (25. května 1973 – 22. června 1973)

### Po skončení letů
V roce 1974 z NASA i z vojenského námořnictva odešel a stal se viceprezidentem jedné ze společností v San Diegu v Kalifornii. Zemřel při havárii motocyklu, který sám řídil, v Ojai v Kalifornii ve věku 69 roků. Pohřben je na Arlingtonském národním hřbitově. V roce 1980 byl zapsán v Ohiu do National Aviation Hall of Fame (Národní letecká síň slávy).